# Alfons Höckmann
Alfons Höckmann (* 26. Mai 1923 in Dortmund; † 4. März 2014 in Kaarst) war ein deutscher Schauspieler, Theaterleiter und Theaterregisseur.

## Leben
Nach dem Abitur besuchte Alfons Höckmann die Westfälische Schauspielschule in Bochum. Er debütierte dort 1941 an den Städtischen Bühnen. Weitere Bühnenstationen waren Theater in Baden-Baden, Lübeck und Nürnberg sowie das Junge Theater München und das Schauspielhaus in Zürich. So konnte man ihn in Zürich 1954 und 1955 als Lt. Tom Keefer in dem Theaterstück Die Caine war ihr Schicksal von Herman Wouk, als Dr. Sanderson in der Komödie Mein Freund Harvey von Mary Chase und als Demetrius in William Shakespeares Ein Sommernachtstraum sehen. Später war Alfons Höckmann während der Intendanz von Karl-Heinz Stroux an das Düsseldorfer Schauspielhaus verpflichtet.
Er wirkte auch in zahlreichen Fernsehproduktionen mit. Darunter befanden sich die Fernsehserien Die fünfte Kolonne, Ein Herz und eine Seele, Raumpatrouille – Die phantastischen Abenteuer des Raumschiffes Orion, Das Kriminalmuseum, Der Kommissar und der Fernseh-Mehrteiler Alexander Zwo. Zudem war er 1960 der Synchronsprecher von Jean-Paul Belmondo in dem Spielfilm Der Panther wird gehetzt.
Im Jahr 1968 übernahm Alfons Höckmann gemeinsam mit seiner Ehefrau, der Schauspielerin Ingrid Braut († 2001), die Leitung der Komödie Düsseldorf und führte auch Regie an diesem als Boulevardtheater geführten Haus. Ende Juni 2003 gab er die Tätigkeit als Prinzipal des Theaters auf.

## Filmografie (Auswahl)
- 1949: Heimliches Rendezvous
- 1964: Actis (Fernsehfilm)
- 1964: Die Geschichte von Joel Brand (Fernsehfilm)
- 1964: Das Duell (Fernsehfilm)
- 1965: Paris muß brennen! – Die Rettung der französischen Hauptstadt durch den General von Choltitz (Fernsehfilm)
- 1965: Das Kriminalmuseum (Fernsehserie) – Das Nummernschild
- 1965: Zeitsperre (Fernsehfilm)
- 1965: Anatomie eines Unfalls (Fernsehfilm)
- 1966: Hafenpolizei (Fernsehserie) – Der Nerz
- 1966: Der Fall Mata Hari (Fernsehfilm)
- 1966: Nur einer wird leben (Fernsehfilm)
- 1966: Die Hinrichtung (Fernsehfilm)
- 1966: Der Mann aus Brooklyn (Fernsehfilm)
- 1966: Conan Doyle und der Fall Edalji (Fernsehfilm)
- 1966: Wechselkurs der Liebe (Fernsehfilm)
- 1966: Hinter diesen Mauern (Fernsehfilm)
- 1966: Raumpatrouille (Fernsehserie) – Hüter des Gesetzes
- 1966: Raumpatrouille (Fernsehserie) – Deserteure
- 1966: Das ganz große Ding (Fernsehfilm)
- 1966: Raumpatrouille (Fernsehserie) – Der Kampf um die Sonne
- 1967: Die fünfte Kolonne (Fernsehserie) – Der Fall Schurzheim
- 1967: Liebesgeschichten (Fernsehserie)
- 1968: Das Berliner Zimmer (Fernsehfilm)
- 1967: Die seltsamen Methoden des Franz Josef Wanninger (Fernsehserie) – Blüten aus den Isarauen
- 1969: Die Tauben (Fernsehfilm)
- 1970: Die seltsamen Methoden des Franz Josef Wanninger (Fernsehserie) – Ein gewisser Schliff
- 1971: Der Herr Schmidt. Ein deutsches Spektakel mit Polizei und Musik (Fernsehfilm)
- 1972: Der Kommissar (Fernsehserie) – Traum eines Wahnsinnigen
- 1972: Alexander Zwo (Fernseh-Mehrteiler) – Gefährliche Heimkehr
- 1972: Alexander Zwo (Fernseh-Mehrteiler) – Ping Pong
- 1973: Okay S.I.R. – Ausverkauf im Allgäu
- 1974: Ein Herz und eine Seele (Fernsehserie) – Selbstbedienung
- 1975: Wie starb Dag Hammerskjöld (Fernsehfilm)
- 1976: Ein Herz und eine Seele (Fernsehserie) – Modell Tetzlaff
- 1977: Onkel Silas (Fernseh-Zweiteiler)
- 1980: Spät ins Bett (Fernsehfilm)
- 1986: Detektivbüro Roth (Fernsehserie) – Das stinkt dem Schnüffler
- 1987: Lauf nach Haus, egal wohin (Fernsehfilm)
- 2003: Raumpatrouille Orion – Rücksturz ins Kino

## Hörspiele
- 1968: Alain Franck: Edwards Neffen – Regie: Klaus Groth (Kriminalhörspiel – SR)